# Charco Azul

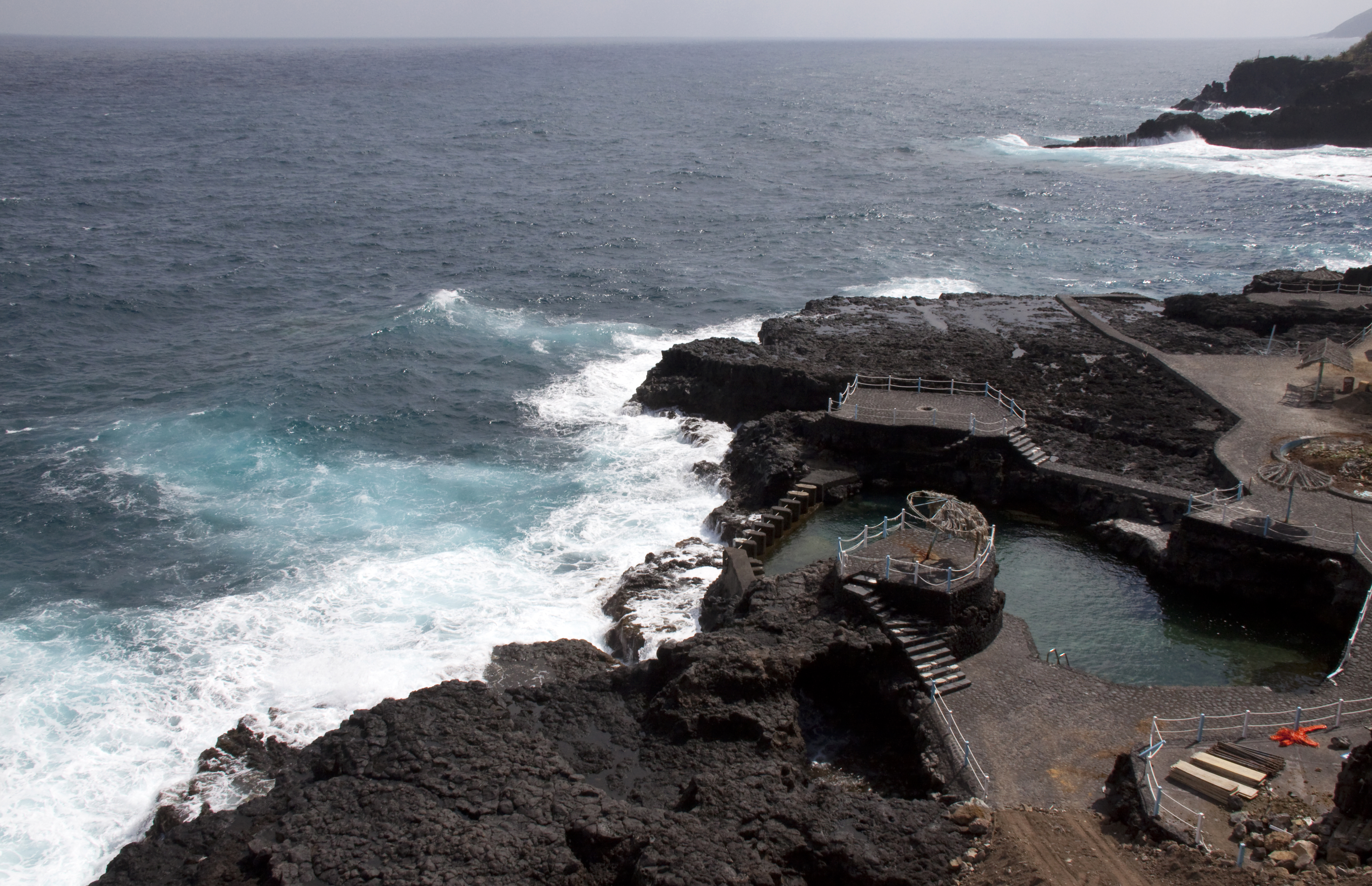
Piscinas Naturales de Charco Azul.

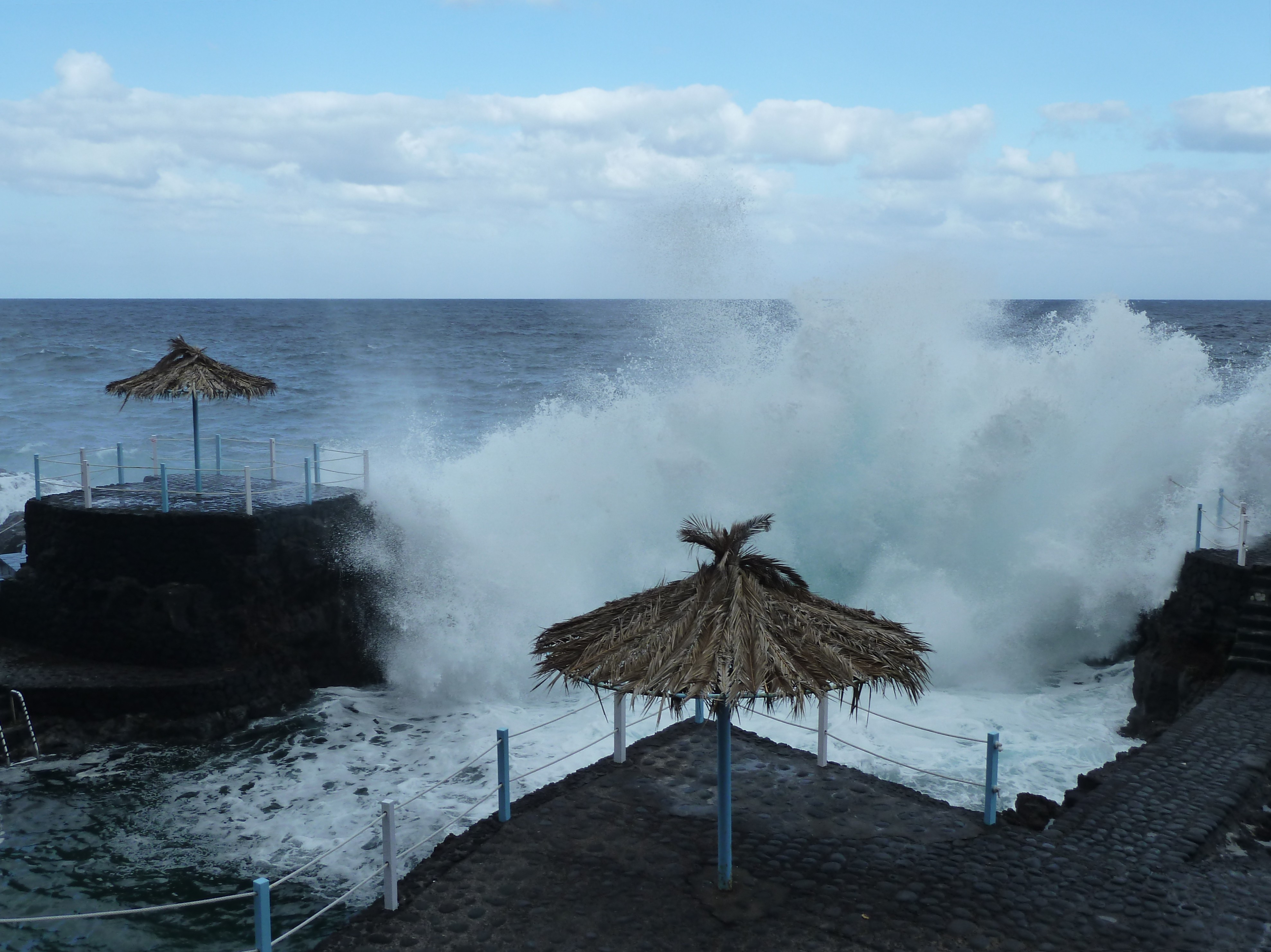
Día de fuerte oleaje en las piscinas.

El Charco Azul es un conjunto de piscinas naturales que se encuentra en la costa del municipio de San Andrés y Sauces, en la isla canaria de La Palma, España. Están ubicadas junto al paseo peatonal de El Melonar, entre la Villa de San Andrés y el Puerto Espíndola.
Se le llama el Charco Azul por su  forma y por el color diferente que adquiere el agua según la piscina. En la costa se encuentran también pequeño centro turístico del municipio.
El complejo se halla en una zona semiurbanizada, rocosa y de fuerte oleaje, aunque en las piscinas las aguas se mantienen tranquilas. Es un lugar muy concurrido y las piscinas tienen vigilancia permanente. Cuenta con un puesto de la Cruz Roja y señales de peligro. Dispone de un completo equipamiento, con restaurantes, duchas, vestuarios, aseos, sombrillas y hay un paseo marítimo.
Estas hermosas piscinas naturales disponen una piscina grande para adultos, una piscina infantil, y una piscina conocida como Charco de las Damas.